# Operazione Polo
Lo Stato principesco di Hyderabad fu annesso all'India nel settembre 1948 attraverso un'operazione militare dal nome in codice Operazione Polo, definita "azione di polizia".
Al tempo della partizione dell'India nel 1947, gli Stati principeschi dell'India, che in linea di principio si autogovernavano nei rispettivi territori, erano soggetti ad una forma di alleanza asimmetrica verso i britannici, che ne controllavano le relazioni esterne. Con l'Indian Independence Act 1947, i britannici abbandonarono tutte le alleanze siffatte, lasciando agli Stati la scelta di ottenere la piena indipendenza. Tuttavia, nel 1948 quasi tutti avevano accettato di unirsi all'India o al Pakistan. Un'importante eccezione era data dalla più agiata e ricca principalità, lo Hyderabad, in cui il Nizam, Mir Osman Ali Khan, Asif Jah VII, un governante musulmano che presiedeva una popolazione in gran parte induista, scelse l'indipendenza sperando di conservarla mediante un esercito irregolare. Il nizam era anche incalzato dalla rivolta telangana, che non era in grado di soffocare.
Nel novembre 1947 lo Hyderabad firmò un accordo di stasi con il Dominion dell'India, che manteneva tutte le situazioni precedenti salvo il presidio di truppe indiane nello Stato. L'India avvertiva come una minaccia l'istituzione di uno Stato comunista (questa era un potenziale esito della rivolta telangana, mai sopita) nell'Hyderabad.
Il potere del nizam si era indebolito a causa della rivolta telangana e dell'ascesa di una milizia radicale, nota come Razakar, che non riusciva ad arrestare. Il 7 settembre Jawaharlal Nehru diede un ultimatum al nizam, esigendo di bandire i razakar e di far tornare le truppe indiane a Secunderabad. L'India invase lo Stato il 13 settembre 1948,  a seguito di un blocco economico paralizzante e di molteplici tentativi di destabilizzare lo Stato attraverso interruzioni ferroviarie, bombardamenti di edifici governativi e incursioni nei villaggi di confine. Dopo la sconfitta dei razakar, il nizam firmò un Instrument of Accession, unendosi all'India.
L'operazione fu accompagnata anche da violenze di massa tra comunità diverse, a volte perpetrate dall'esercito indiano. La Commissione Sunderlal, nominata dal primo ministro indiano Jawaharlal Nehru, concluse, in un rapporto che non sarebbe stato divulgato prima del 2013, che nello Stato erano morte complessivamente dalle 30 000 alle 40 000 persone. Altri osservatori autorevoli stimarono che il numero di morti fosse almeno 200 000.

## Cornice storica
Dopo l'assedio di Golconda per mano dell'imperatore moghul Aurangzeb nel 1687, la zona fu rinominata subah (provincia) del Deccan (per la sua vicinanza geografica all'altopiano del Deccan) e nel 1713 Qamar-ud-din Khan (in seguito noto come Asaf Jah I o Nizam I) fu nominato suo Subahdar (governatore) ed insignito del titolo di Nizam-ul-Mulk dall'imperatore moghul Farrukh Siyar. L'indipendenza formale risale al 1724, quando il nizam conseguì una vittoria militare su un comandante rivale nominato. Nel 1798 lo Hyderabad divenne il primo Stato principesco indiano a ricevere la protezione britannica in forza alla prassi della Subsidiary Alliance istituita da Arthur Wellesley, e fu pertanto denominato Stato di Hyderabad.
Lo Stato di Hyderabad nel regno del suo settimo nizam, Sir Osman Ali Khan, era il più grande e il più prospero di tutti gli Stati principeschi in India. Con entrate annue per oltre 9 crore di rupie, copriva 214190 km2 di territorio piuttosto omogeneo e comprendeva una popolazione di circa 16,34 milioni di persone (stando al censimento del 1941) la cui maggioranza (85%) era induista. Lo Stato aveva propri esercito, compagnia aerea, sistema di telecomunicazioni, rete ferroviaria, sistema postale, moneta e servizio radiofonico.
Quando i britannici lasciarono il subcontinente indiano nel 1947, rimisero ai vari Stati principeschi la scelta di unirsi all'India, al Pakistan, o rimanere uno Stato indipendente. Secondo l’opinione di Sardar Patel, espressa in una conferenza stampa del gennaio 1948, "Come tutti sapete, con la fine della Paramountcy ogni Stato indiano è divenuto un'entità indipendente." In India, un piccolo numero di Stati, Hyderabad compreso, rifiutò di aderire al nuovo dominion. Nel caso del Pakistan, l'adesione avvenne assai più lentamente. L'Hyderabad è stato oggetto di calcoli politici da parte di tutti i partiti indiani dagli anni 1930.
Lo Stato di Hyderabad era diventato sempre più vigorosamente teocratico con l'inizio del XX secolo. Nel 1926, Mahmud Nawazkhan, un funzionario di Hyderabad in pensione, fondò il Majlis-e-Ittehadul Muslimeen (noto anche come Ittehad o MIM). I suoi obiettivi erano unire i musulmani dello Stato a sostegno del nizam e ridimensionare la maggioranza induista mediante massiccia conversione all'Islam. Il MIM divenne una potente organizzazione confessionale, con il fine principale di marginalizzare le aspirazioni di induisti e musulmani moderati.

## Fatti che precedettero le ostilità

### Trattative politiche e diplomatiche
Osman Ali Khan, nizam di Hyderabad, inizialmente richiese al governo britannico di assumere lo status di monarchia costituzionale indipendente nel Commonwealth delle Nazioni. Questa domanda fu però respinta dal Viceré d'India, il 1° visconte Mountbatten di Birmania.
All'epoca in cui i britannici si ritirarono dall'India, il nizam annunciò che non intendeva aderire a nessuno dei due dominion, e passò ad incaricare rappresentanti per il commercio in Paesi europei e ad avviare trattative con i portoghesi finalizzate a prendere in affitto o comprare Goa in modo da fornire al suo Stato uno sbocco in mare.
B. R. Ambedkar, ministro della Giustizia nel primo governo indiano indipendente, considerava l'Hyderabad "un problema nuovo che può rivelarsi peggiore del problema indu-musulmano poiché di certo provocherà l'ulteriore balcanizzazione dell'India". Secondo lo scrittore A. G. Noorani, l'interesse del Primo ministro indiano Nehru era sconfiggere quella che chiamava "avventura secessionista" di Hyderabad, ma privilegiava il dialogo e considerava l'opzione militare come misura estrema. Nell'opinione di Nehru, lo Stato di Hyderabad era "pieno di possibilità pericolose". Però Sardar Patel del Congresso Nazionale Indiano assunse una linea più dura, non ebbe alcuna pazienza nel dialogo.
Conseguentemente, il governo indiano offrì all'Hyderabad un accordo di stasi (standstill agreement) che assicurava il mantenimento dello status quo e l'assenza di azioni militari per un anno. Secondo questo accordo, l'India avrebbe gestito la politica estera dell'Hyderabad, ma le truppe indiane di stanza a Secunderabad sarebbero state allontanate. Nella città di Hyderabad ci fu un'enorme manifestazione di razakar guidati da Syed Qasim Razvi nell'ottobre 1947, contro la decisione dell'amministrazione di firmare lo Standstill Agreement. Questa manifestazione davanti alle case dei principali negoziatori, il Primo ministro, il nawab di Chattari, Sir Walter Monckton, consigliere del nizam, e il ministro Nawab Ali Nawaz Jung, li costrinse ad annullare la loro visita a Delhi per firmare l'accordo in quel momento.
L'accordo fu comunque firmato il 29 novembre 1947. L'Hyderabad ne violava tutte le clausole: in politica estera, tramando intrighi con il Pakistan, al quale prestò segretamente 15 milioni di sterline; nella difesa, costituendo un grosso esercito semi-privato; nelle comunicazioni, interferendo con il traffico ai confini e attraverso il traffico delle ferrovie indiane. Anche l'India fu accusata di violare l'accordo imponendo un blocco economico. Risultò che lo Stato di Bombay stava interferendo con le forniture all'Hyderabad all'insaputa di Delhi. Il governo promise di affrontare la questione con i governi provinciali, ma lo studioso Lucien Benichou afferma che ciò non avvenne mai. Ci furono anche ritardi nelle spedizioni di armi all'Hyderabad dall'India.
Jawaharlal Nehru, in un ricevimento all'Unione dei giornalisti di Bombay il 26 aprile 1948, così illustrò la posizione del suo governo:
«Se la sicurezza delle persone nell'Hyderabad fosse messa in pericolo dalle attività dei razakar, il governo interverrebbe nello Stato di Hyderabad. È giunto il momento in cui questa ostilità deve cessare. Se il governo dell'Hyderabad non può fermarla, saranno adottate altre misure.»
Si racconta che Muhammad Ali Jinnah avesse avvertito l'allora viceré Lord Mountbatten, "Se il Congresso cercasse di esercitare qualche tipo di pressione sull'Hyderabad, ogni musulmano da ogni parte dell'India intera, sì, tutte le centinaia di milioni di musulmani, si alzerebbero come un sol uomo per difendere la più antica dinastia musulmana in India." Secondo Taylor C. Sherman, "L'India sosteneva che il governo dell'Hyderabad si stava avviando verso l'indipendenza, cedendo i titoli indiani, vietando la valuta indiana, bloccando l'esportazione di noci macinate, organizzando il traffico illegale di armi dal Pakistan e attraendo reclute per il suo esercito e per le sue forze irregolari, i razakar". Gli inviati dell'Hyderabad accusarono l'India di aver istituito posti di blocco armati su tutte le rotte terrestri e di aver tentato di isolare economicamente la loro nazione.
Nell'estate 1948, le autorità indiane, specialmente Patel, mostravano l'intenzione di invadere; la Gran Bretagna incoraggiò l'India a risolvere il problema senza ricorrere alla forza ma rifiutò la richiesta di aiuto del nizam.
Il nizam tentò anche vanamente di far intervenire le Nazioni Unite.

### Rivolta telangana
Alla fine del 1945 nella zona del Telangana scoppiò una rivolta contadina guidata dai comunisti. I comunisti traevano sostegno da varie parti. Tra i contadini poveri c'era malcontento verso il sistema jagirdar, che copriva il 43% della proprietà terriera. Inizialmente avevano l'appoggio anche di contadini più benestanti che pure militavano sotto la bandiera comunista, ma nel 1948 la coalizione si era dissolta. Secondo il vicedirettore dell'Intelligence Bureau indiano, i programmi sociali ed economici dei comunisti erano "positivi e in alcuni casi ottimi … I comunisti redistribuirono terra e bestiame, ridussero le tariffe, posero fine al lavoro forzato e aumentarono gli stipendi dell'uno per cento. Vaccinarono la popolazione e costruirono latrine pubbliche; incoraggiarono le organizzazioni delle donne, scoraggiarono il sentimento settario e cercarono di abolire l'intoccabilità."
Inizialmente, nel 1945, i comunisti presero di mira gli zamindari ed anche i deshmukh indù, ma presto scatenarono un'aperta rivolta contro il nizam. A partire dalla metà del 1946, il conflitto tra i razakar e i comunisti si fece vieppiù violento, ed entrambe le fazioni trascesero a metodi sempre più brutali. Stando ad un opuscolo del governo indiano, nel 1948 avevano ucciso circa duemila persone.

### Violenze confessionali antecedenti l'operazione
Alle elezioni provinciali indiane del 1937, la Lega Musulmana guidata da Mohammad Ali Jinnah aveva cercato di convogliare le aspirazioni islamiche e aveva ottenuto l'adesione del leader del MIM Nawab Bahadur Yar Jung, che propugnava uno Stato islamico con il nizam come sovrano, ripudiando ogni istanza democratica. L'Arya Samaj, un movimento revivalista indù, sin dagli anni 1930 aveva reclamato un ruolo di potere più rilevante per la maggioranza indù, ed era ostacolato dal nizam nel 1938. Nello Stato il partito Hyderabad State Congress si alleò con l'Arya Samaj al pari dell'Hindu Mahasabha.
Noorani considera il MIM sotto Nawab Bahadur Yar Jung come esplicitamente impegnato a salvaguardare i diritti delle minoranze religiose e linguistiche. Tuttavia, ciò cambiò con l'ascesa di Qasim Razvi, dopo la morte di Nawab nel 1944.
Mentre l'India e Hyderabad negoziavano, la maggior parte del subcontinente era stata gettata nel caos a causa delle rivolte comuniste tra indù e musulmani in attesa dell'imminente spartizione dell'India. Temendo una rivolta civile indù nel suo regno, il nizam permise a Razvi di istituire una milizia volontaria di musulmani chiamata "Razakar". I razakar — che al culmine del conflitto contavano fino a 200 000 membri — giurarono di sostenere la dominazione islamica nell’Hyderabad e nell'altopiano del Deccan contro la crescente opinione pubblica della maggioranza indù favorevole all'adesione dell'Hyderabad all'Unione indiana.
Secondo il racconto di Mohammed Hyder, funzionario di Osmanabad, una quantità di gruppi militanti armati, tra cui razakar e deendar e milizie etniche di pashtun e arabi affermavano di difendere la fede islamica e avanzavano pretese sulla terra. "Dall'inizio del 1948, i razakar avevano esteso le loro attività dalla città di Hyderabad fino alle cittadine e le zone rurali, assassinando indù, rapendo donne, saccheggiando case e campi, e depredando le proprietà dei non musulmani in un vasto regno di terrore." "Alcune donne furono vittime di stupri e rapimenti da parte dei razakar. Migliaia di persone finirono in prigione e patirono le crudeltà perpetrate dall'amministrazione oppressiva. A causa delle attività dei razakar, migliaia di indù dovettero fuggire dallo Stato e rifugiarsi in vari campi". Non sono note cifre esatte, ma 40 000 rifugiati furono accolti nelle Province Centrali. Questo terrorizzò la comunità degli indù, e alcuni di loro attraversarono la frontiera dell'India indipendente ed organizzarono scorrerie nel territorio del nizam, il che infiammò vieppiù le violenze. Molti di questi aggressori erano controllati dalla dirigenza del Congresso in India ed avevano legami con elementi estremisti religiosi della corrente hindutva. Nel complesso, più di 150 villaggi (70 dei quali erano in territorio indiano esterno all'Hyderabad) furono esposti alle violenze. Razvi, pur essendo generalmente aperto, pose il veto all'opzione di disarmare i razakar, affermando che, data l'inefficacia dell'esercito dello Stato di Hyderabad, i miliziani erano l'unico mezzo di autodifesa disponibile. Alla fine di agosto del 1948, una vera e propria invasione da parte dell'India era imminente.

### Prontezza militare dell'Hyderabad
Il nizam era in una posizione debole poiché il suo esercito contava appena 24 000 uomini, di cui solo seimila circa erano adeguatamente addestrati ed armati. Tra questi erano arabi, rohilla, musulmani dell'India settentrionale e pashtun. L'esercito dello Stato consisteva di tre reggimenti corazzati, un reggimento di cavalleria, 11 battaglioni di fanteria e artiglieria. Questo esercito era comandato dal generale El Edroos, un arabo. Nel 1941, il 55 per cento dell'esercito dell'Hyderabad era composto di musulmani, e musulmani erano 1 268 ufficiali su un totale di 1 765.
Oltre a queste forze, c'erano circa 200 000 membri di una milizia irregolare chiamata razakar agli ordini del capo civile Kasim Razvi. Un quarto di loro era dotato di armi leggere moderne, ma gli altri erano per lo più forniti di armi ad avancarica e spade.

### Scaramucce a Kodad
Il 6 settembre un posto di polizia indiano presso il villaggio di Chillakallu fu fatto segno di intensa azione di fuoco per opera di unità razakar. Il comando dell'esercito indiano inviò uno squadrone di Poona Horse guidato da Abhey Singh e una compagnia di 2/5 Gurkha Rifles ad indagare che fu a sua volta investita dal fuoco dei razakar. I carri armati del Poona Horse inseguirono poi i Razakar fino a Kodad, nel territorio di Hyderabad. Lì furono affrontati dalle autoblindo dell'1 Hyderabad Lancers. In una breve azione, i Poona Horse distrussero un'autoblindo e costrinsero alla resa la guarnigione dello Stato a Kodad.

### Preparativi militari indiani
Avendo ricevuto ordini dal governo di prendere ed annettere l'Hyderabad, l'esercito indiano sviluppò il Goddard Plan (predisposto dal tenente generale E. N. Goddard, comandante in capo del Comando meridionale). Il piano prevedeva due spinte principali – da Vijayawada ad est e da Solapur a ovest – mentre unità più piccole avrebbero impegnato l'esercito dell'Hyderabad lungo il confine. Il comando complessivo era affidato al tenente generale Rajendrasinghji, DSO.
L'attacco da Solapur era guidato dal maggior generale Jayanto Nath Chaudhuri, e composto da quattro task force:
1. Strike Force con un misto di fanteria celere, cavalleria e artiglieria leggera,
2. Smash Force comprendente soprattutto unità corazzate ed artiglieria,
3. Kill Force composta di unità di fanteria e genio,
4. Vir Force con unità di fanteria, controcarro e genio.

L'attacco da Vijayawada era guidato dal maggior generale Ajit Rudra e comprendeva il 2/5 Gurkha Rifles, uno squadrone del 17th (Poona) Horse, e un nucleo della 19th Field Battery assieme ad unità del genio ed ausiliarie. Inoltre, quattro battaglioni di fanteria dovevano bonificare e proteggere le linee di comunicazione. Due squadriglie di velivoli Hawker Tempest erano pronti al supporto aereo dalla base di Pune.
Nehru, in una lettera a V. K. Krishna Menon datata 29 agosto 1948, scrisse "Sono convinto che sia impossibile giungere ad alcuna soluzione del problema Hyderabad con accordi o trattative pacifiche. L'azione militare diventa essenziale, la chiamiamo, come ha fatto lei, Azione di Polizia." Si credeva possibile anche un'eventuale reazione militare del Pakistan. La rivista Time affermò che se l'India avesse invaso l'Hyderabad, i razakar avrebbero massacato gli indù, innescando per rappresaglia massacri di musulmani in tutta l'India. Il 7 settembre Nehru diede al nizam l'ultimatum di mettere al bando i razakar e permettere il rientro della guarnigione indiana a Secunderabad.  Il ministro degli esteri pachistano Muhammad Zafarullah Khan mise in guardia l'India contro questa scelta. Poi Nehru il 13 settembre lanciò l'invasione, dopo che l'11 settembre era morto Jinnah.

## Inizio delle ostilità

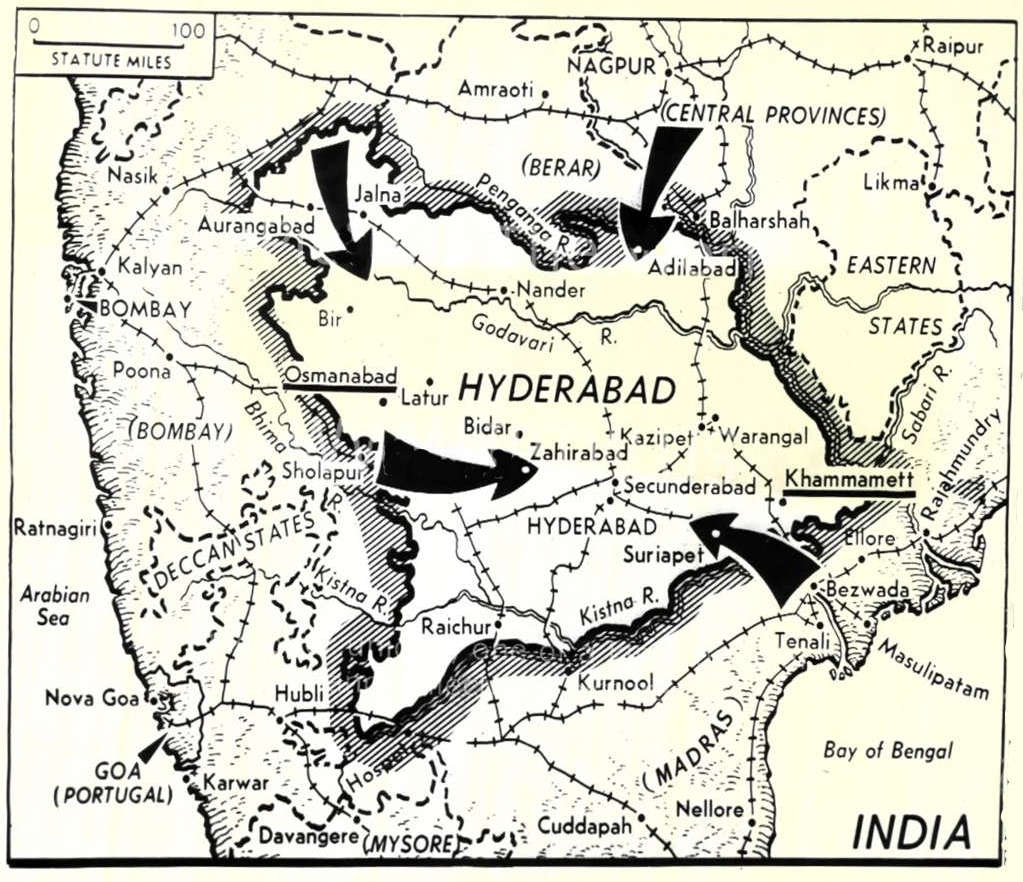
Movimenti dell'esercito indiano durante l'Operazione Polo

### Giorno 1, 13 settembre
Le forze indiane entrarono nello Stato alle ore 04:00. La prima battaglia fu combattuta presso il forte di Naldurg sulla Solapur Secunderabad Highway tra una forza di difesa della 1st Hyderabad Infantry e la forza attaccante della 7th Brigade. Sfruttando velocità e sorpresa, la 7th Brigade riuscì a prendere intatto un ponte di vitale importanza sul fiume Bori, dopodiché le posizioni dell'Hyderabad a Naldurg furono attaccate dalla 2nd Sikh Infantry. Dopo la conquista del ponte e della strada, una colonna corazzata della 1st Armoured Brigade – appartenente alla Smash Force – entrò nella città di Jalkot, a 8 km da Naldurg, alle ore 09:00, sgombrando il percorso all'avanzata delle unità Strike Force agli ordini del tenente colonnello Ram Singh, comandante del 9 Dogra (un battaglione motorizzato). Tale colonna corazzata raggiunse la città di Umarga, 61 km dentro il territorio dell'Hyderabad, alle ore 15:00, e in quella posizione sbaragliò la resistenza delle unità razakar che la presidiavano.
Nel frattempo, un'altra colonna consistente di uno squadrone della 3rd Cavalry, un'aliquota del 18th King Edward's Own Cavalry, un'aliquota del 9 Para Field Regiment, 10 Field Company Engineers, 3/2 Punjab Regiment, 2/1 Gurkha Rifles, 1 Mewar Infantry, e unità ausiliarie attaccò la città di Tuljapur, circa 34 km a nordovest di Naldurg. All'alba raggiunse Tuljapur, dove incontrò la resistenza opposta da 1st Hyderabad Infantry e circa 200 razakar che combatterono per due ore prima di arrendersi. L'ulteriore avanzata verso Lohara si arrestò per l'ingrossamento del fiume. La prima giornata sul fronte occidentale terminò con le forze indiane che infliggevano gravi perdite a quelle dell'Hyderabad e conquistavano vasti tratti di territorio. Tra i prigionieri era un mercenario britannico incaricato di far saltare il ponte presso Naldurg.
Nel settore orientale, le forze guidate dal tenente generale A.A. Rudra incontrarono l'aspra resistenza di due unità autoblindo delle Hyderabad State Forces, munite di veicoli Humber e Staghound, in particolare 2nd e 4th Hyderabad Lancers, ma riuscirono a raggiungere Kodar per le 08:30. Proseguendo, la forza raggiunse Munagala nel pomeriggio.
Ci furono altri scontri a Hospet –  dove il 1st Mysore attaccò uno zuccherificio sottraendolo ad unità razakar e pashtun — e a Tungabhadra – dove il 5/5 Gurkha attaccò un ponte di vitale importanza sottraendolo all'esercito dell'Hyderabad.

### Giorno 2, 14 settembre
La forza che si era accampata a Umarga proseguì verso la città di Rajeshwar, 48 km più a est. Poiché la ricognizione aerea aveva rilevato che si preparavano imboscate da postazioni ben trincerate lungo il percorso, furono richieste incursioni delle squadriglie Tempest. Questi attacchi aerei furono efficaci per sgombrare il cammino e permisero alle forze terrestri di raggiungere e conquistare Rajeshwar entro il pomeriggio.
La forza di assalto da est frattanto era rallentata da un fossato anticarro e in seguito fu investita da fuoco intenso proveniente da posizioni sopraelevate occupate da 1st Lancers e 5th Infantry a 6 km da Suryapet. Tali posizioni furono assaltate e neutralizzate dal 2/5 Gurkha – composto di veterani della Campagna della Birmania – con gravi perdite per l'Hyderabad.
Nello stesso momento il 3/11 Gurkha Rifles e uno squadrone dell'8 Cavalry attaccò Osmanabad e prese la città dopo intensi combattimenti stradali contro i razakar che resistevano con determinazione agli indiani.
Una forza comandata dal maggior generale D.S. Brar fu incaricata di conquistare la città di Aurangabad. La città fu attaccata da sei colonne di fanteria e cavalleria, il che indusse l'amministrazione civile a farsi avanti nel pomeriggio e dichiarare la resa agli indiani.
Ci furono ulteriori eventi a Jalna in cui il reparto 3 Sikhs, una compagnia del 2 Jodhpur fanteria ed alcuni carri armati del 18 Cavalry incontrarono caparbia resistenza da parte delle forze dell'Hyderabad.

### Giorno 3, 15 settembre
Lasciata una compagnia del 3/11 Gurkhas ad occupare Jalna, il resto della forza si trasferì a Latur, e poi a Ambejogai dove entrò in azione contro il 3 Golconda Lancers, che oppose simbolica resistenza prima di arrendersi.
Presso la città di Suryapet, gli attacchi aerei spazzarono via gran parte delle difese dell'Hyderabad, benché alcune unità razakar contrastassero ancora il 2/5 Gurkhas che occupava la città. Le forze dell'Hyderabad in ritirata distrussero il ponte a Musi per ritardare gli indiani ma non riuscirono ad opporre un fuoco di copertura, consentendo la pronta riparazione del ponte. Un altro fatto si verificò a Narketpally, in cui un'unità razakar fu decimata dagli indiani.

### Giorno 4, 16 settembre
La task force agli ordini del tenente colonnello Ram Singh partì per Zahirabad all'alba ma fu rallentata da un campo minato, che si dovette bonificare. Giunte all'incrocio della strada di Bidar con l'arteria Solapur-Hyderabad, le forze furono esposte al fuoco da postazioni di imboscata. Tuttavia, lasciate alcune unità a contrastare l'imboscata, il grosso della forza proseguì fino ad un punto situato a 15 km oltre Zahirabad al calare delle tenebre nonostante qualche sporadica resistenza lungo la via. La maggior parte della resistenza veniva da unità razakar che attaccavano di sorpresa gli indiani mentre attraversavano aree urbane. I razakar riuscirono a sfruttare il terreno sino a che gli indiani fecero intervenire i loro cannoni da 75 mm.

### Giorno 5, 17 settembre
Nelle prime ore del 17 dicembre l'esercito indiano penetrò a Bidar. Nel frattempo le forze guidate dal 1 reggimento corazzato erano presso la cittadina di Chityal a circa 60 km da Hyderabad, mentre un'altra colonna si impadroniva della città di Hingoli. La mattina del quinto giorno di ostilità, era divenuto chiaro che l'esercito dell'Hyderabad e i razakar erano in rotta su tutti i fronti e con gravi perdite. Alle 17:00 del 17 settembre il nizam annunciò un cessate il fuoco, in tal modo terminando l'azione armata.

## Capitolazione e resa

### Consultazioni con l'inviato indiano
Il 16 settembre, di fronte all'imminente sconfitta, il nizam Mir Osman Ali Khan convocò il suo primo ministro, Mir Laiq Ali, e gli chiese di dimettersi il giorno successivo. Le dimissioni furono presentate assieme a quelle dell'intero gabinetto.
A mezzogiorno del 17 settembre un messaggero recò una nota personale del nizam all'Agente Generale dell'India presso l'Hyderabad, K. M. Munshi, con cui lo si convocava nell'ufficio del nizam per le ore 16:00. Nell'incontro, il nizam dichiarò "Gli avvoltoi si sono dimessi. Non so che fare". Munshi consigliò al nizam di proteggere l'incolumità dei cittadini dell'Hyderabad impartendo ordini appropriati al comandante dell'esercito dello Stato di Hyderabad, maggior generale El Edroos. Ciò fu eseguito immediatamente.

### Annuncio di Nehru
Il 18 settembre Jawaharlal Nehru commentò così l'azione militare in un annuncio radiofonico:
"È naturale che ci rallegriamo di questa rapida conclusione dell'azione che abbiamo intrapreso dopo una lunga e dolorosa riflessione e ogni deliberazione. Come ho detto più volte, siamo uomini di pace, odiamo la guerra e l'ultima cosa che desideriamo è entrare in conflitto armato con qualcuno. Tuttavia, le circostanze che conoscete bene ci hanno costretto a intraprendere questa azione a Hyderabad. Fortunatamente, è stata breve e torniamo con sollievo sui sentieri della pace".

### Annuncio radiofonico del nizam

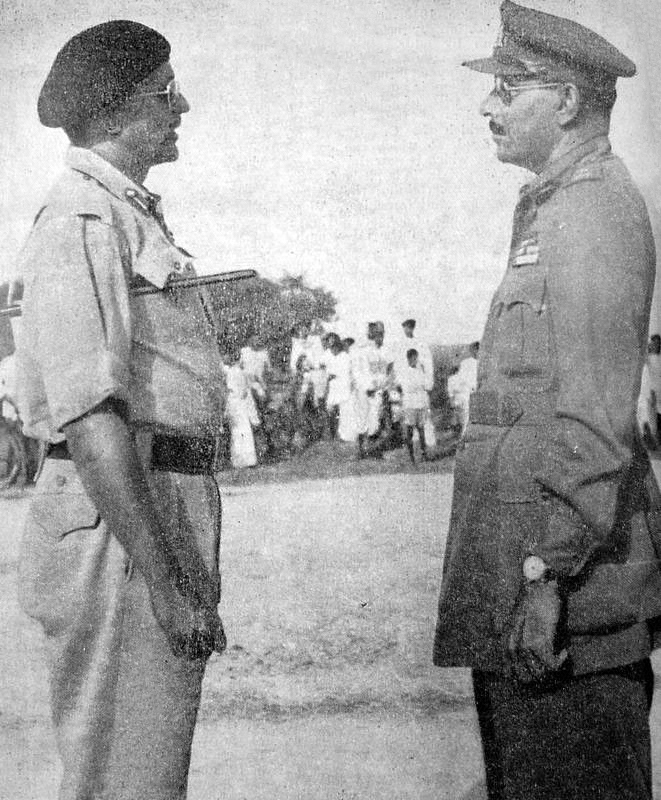
Il maggior generale Syed Ahmed El Edroos (a destra) dichiara la resa delle Hyderabad State Forces al maggior generale (poi generale e capo di stato maggiore) dell'esercito indiano Joyanto Nath Chaudhuri a Secunderabad

Era la prima volta che il nizam, Mir Sir Osman Ali Khan, visitava la stazione radio. Il nizam di Hyderabad, nel suo discorso radiofonico del 23 settembre 1948, disse che "nel novembre scorso [1947] un gruppuscolo che aveva creato un'organizzazione quasi-militare circondò le abitazioni del mio Primo ministro, il Nababbo di Chhatari, nella cui saggezza confido pienamente, e di Sir Walter Monckton, mio consigliere costituzionale, con la forza costrinse il nababbo e altri ministri fidati a dimettersi, e mi impose il ministero di Laik Ali. Questo gruppo guidato da Kasim Razvi non aveva alcun interesse per il Paese né aveva reso alcun servigio in precedenza. Con metodi che ricordavano quelli della Germania hitleriana s'impossessò dello Stato, diffuse il terrore … e mi rese completamente impotente."

### La cerimonia di resa
Secondo la documentazione conservata dall'esercito indiano, il generale Chaudhari guidò una colonna corazzata dentro Hyderabad verso le 16:00 del 18 settembre, e l'esercito dell'Hyderabad, guidato dal maggior generale El Edroos, si arrese.

## Violenze confessionali durante l'operazione e in seguito
Furono riferiti saccheggi, stragi e stupri in danno di musulmani compiuti per rappresaglia da indù dell'Hyderabad. Jawaharlal Nehru istituì una commissione "di religione mista" guidata da paṇḍit Sunder Lal per indagare sulla situazione. Le risultanze della relazione (Pandit Sunderlal Committee Report) non furono svelate fino al 2013, quando fu acquisita dal Nehru Memorial Museum and Library di Nuova Delhi.
La commissione concluse che gli abitanti musulmani dei villaggi erano stati disarmati dall'esercito indiano, mentre gli indù avevano spesso potuto conservare le proprie armi. Gli atti di violenza furono compiuti dagli abitanti indù, e l'esercito rimase indifferente, quand'anche non prese direttamente parte alle atrocità. La commissione dichiarò che le violenze più diffuse erano avvenute nelle zone di Marathwada e Telangana. Concluse pure che: "In alcuni luoghi, membri delle forze armate tirarono fuori dai villaggi i musulmani maschi adulti e li massacrarono a sangue freddo." La commissione generalmente riconobbe agli ufficiali una buona condotta ma affermò che i soldati si erano abbandonati al fanatismo. La "molto prudente stima" ufficiale era che da 27 000 a 40 000 persone fossero morte "durante e dopo l'operazione di polizia." Altri studiosi hanno collocato il valore a 200 000, o anche di più. Tra i musulmani alcune stime erano perfino superiori e Smith afferma che le basse stime private del governo militare [sulle vittime musulmane] erano almeno dieci volte il numero di omicidi di cui i Razakar erano ufficialmente accusati.
Patel reagì con rabbia al rapporto e ne disconobbe le conclusioni. Affermò che i termini di riferimento erano viziati perché riguardavano solo la parte durante e dopo l'operazione. Inoltre mise in dubbio le motivazioni e la posizione della commissione. Queste obiezioni sono considerate da Noorani false perché la commissione era ufficiale e criticava anche i Razakar.
Secondo Mohammed Hyder, le tragiche conseguenze dell'operazione indiana erano ampiamente evitabili. Egli rimproverò all'esercito indiano di non aver ripristinato l'amministrazione locale e di non aver istituito un'amministrazione militare. Di conseguenza, l'anarchia portò diverse migliaia di "teppisti", provenienti dai campi allestiti oltre il confine, a riempire il vuoto. Migliaia di famiglie furono spezzate, i bambini separati dai genitori e le mogli dai mariti. Si diede la caccia a donne e ragazze per violentarle".

## L'Hyderabad dopo l'integrazione

### Arresti e rilascio di persone coinvolte

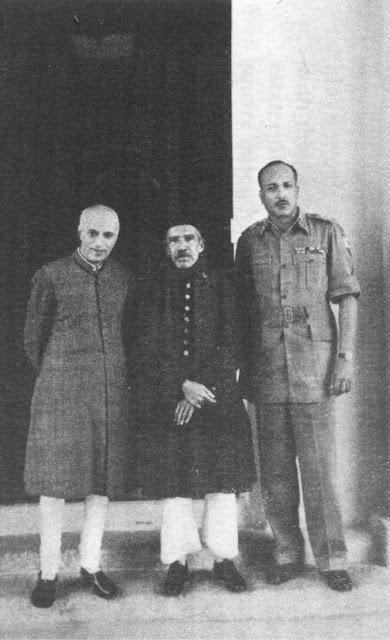
(Da sinistra a destra): Il Primo ministro Jawaharlal Nehru, Sir Osman Ali Khan, e il generale Jayanto Nath Chaudhuri (governatore militare dell'Hyderabad) dopo l'adesione dell'Hyderabad al Dominion dell'India

I militari indiani arrestarono migliaia di persone durante l'operazione, tra cui razakar, militanti indù, e comunisti. Ciò avvenne in gran parte su delazioni locali, non di rado motivate da risentimenti personali. Il numero stimato degli arrestati era prossimo a 18 000, e determinò il sovraffollamento delle carceri e la paralisi della giustizia penale.
Il governo indiano per processare gli arrestati istituì tribunali speciali. Essi ricordavano da vicino le vecchie prassi colonialistiche, con frequenti violazioni di legge, tra cui l'impossibilità di patrocinio per gli imputati e il differimento dei processi — aspetti su cui la Croce Rossa stava sollecitando Nehru.
Il punto di vista del governo era: "Nella fisica politica, l'azione razakar e la reazione indù sono state pressoché uguali e contrarie." Fu presa la tacita decisione di rilasciare tutti gli indù e di riesaminare tutti i procedimenti contro musulmani, allo scopo di rilasciarne molti.  Per quanto riguardava le atrocità commesse dai musulmani, Nehru considerò le azioni durante l'operazione come una "follia" che aveva colto "persone perbene", analogamente a quanto riscontrato durante la spartizione dell'India. Nehru temeva pure che musulmani emarginati potessero far causa comune con i comunisti.
Il governo fu sollecitato a non perseguire i partecipanti a violenze confessionali, dato che ciò spesso peggiorava le relazioni tra confessioni. Patel tra l'altro morì nel 1950. Pertanto, nel 1953 il governo indiano rilasciò quasi tutti i detenuti per questi eventi.

### Riorganizzazione dell'apparato burocratico
Per colmare i posti vacanti, furono incaricati funzionari di basso livello provenienti dalle vicine zone di Bombay, CP e Madras. Non erano in grado di parlare la lingua locale e non conoscevano le situazioni. Nehru deprecò questo "sciovinismo confessionale", li definì "estranei incompetenti", e cercò di imporre il requisito della residenza nell'Hyderabad: tuttavia, questo veniva aggirato utilizzando documenti falsi.